# Patrick Schoovaerts
Patrick Schoovaerts (Mechelen, 29 maart 1964) is een Belgisch voormalig wielrenner. Hij was beroepsrenner van 1989 tot 1993.

## Carrière
Schoovaerts heeft op zijn palmares een overwinning in 1988 in de Grote Prijs Jef Scherens, in 1991 in de GP Lucien Van Impe en een overwinning in 1992 in de Flèche Hesbignonne-Cras Avernas.